# Luis Izusqui
Luis Felipe Izusqui Tataje (Lima, 27 de mayo de 1931) es un periodista y narrador deportivo peruano.

## Biografía
Luis Izusqui Tataje, más conocido como Lucho Izusqui, es identificado con el automovilismo, con el programa "El mundo del automóvil", fundado en 1958, así como con las narraciones de las actuaciones del voleibol femenino peruano, ha estado presente en muchas competencias deportivas como los Juegos Olímpicos de México 1968 o de Seúl 1988, donde Perú obtuvo Medalla de Plata en esa disciplina. también en varios mundiales de fútbol.
Trabajando para el programa radial Ovación de Radio El Sol, narró la gira de los partidos del seleccionado peruano de fútbol por los 3 continentes, desde ciudades como Kiev en la antigua Unión Soviética. También estuvo presente en La Bombonera, en el partido clasificatorio de Perú al Mundial de Fútbol de México 70.